# イエスが使った言語
イエスが使った言語（いえすがつかったげんご、The language of Jesus）は、ナザレのイエスが日常的に使用した言語のこと。おもにアラム語であったというのが今日の定説である。

## 概要
史的イエス（キリスト教神学上のイエス・キリストではなく、実在の歴史的人物としてのイエス）が活躍した当時のユダヤ属州ではヘブライ語はすでに口語として使われる機会は少なく、同じ北西セム語派に属するアラム語が話されていた。したがってイエスが弟子たちを教え、民衆に語りかけた言葉もアラム語（のガリラヤ地方方言）だったとするのが定説になっている。ただし、イエスはおもにヘブライ語を話したと主張する人々もいる。 
イエスの言葉は後にギリシャ語新約聖書の四つの福音書にまとめられ、さらにラテン語に『ウルガタ聖書』として翻訳されて長い間伝えられた、さらにプロテスタント運動の時期に各言語に翻訳された。

## 聖書に現れるアラム語
もともとギリシャ語で編纂された新約聖書には、イエスが語った言葉としていくつかのアラム語が直接使われている。
- （イエスは）「タリタ、クム」と言われた。これは、「少女よ、（わたしはあなたに言う）起きなさい」という意味である。（マルコによる福音書第5章41節： Ταλιθα κουμ/κούμι（Talitha kum/kumi） = Little girl, I say to you, get up! ）
- そして、（イエスは）天を仰いで深く息をつき、その人に向かって、「エッファタ」と言われた。これは「開け」という意味である。（マルコによる福音書第7章34節：Εφφαθα（Ephphatha） = Be opened）
- イエスは大声で叫ばれた。「エリ、エリ、レマ、サバクタニ」と言われた。これは、「わが神、わが神、なぜ（わたしを）お見捨てになったのですか」という意味である。（マタイによる福音書第27章46節： Ελι ελι λεμα σαβαχθανι（Eli Eli lema sabachthani） = My God, my God, why have you forsaken me?、同様な表現がマルコによる福音書第15章34節にもある）この言葉は詩篇第22篇冒頭の引用だが、ヘブライ語の詩篇では「エリ、エリ、ラマ、アザヴタニ」(אלי אלי למה עזבתני)となっており、「サバクタニ」はアラム語訳詩篇（タルグム）に由来すると考えられる。

また、「主の祈り」もさまざまな研究（特にアラム語から派生したシリア語への再構築や「私たちの負い目／罪」の部分など）から、これがもともとはアラム語であったろうと推測もされている 。
ただし、当時ヘブライ語が口語として全く死語になっていたわけではなく、パウロが神殿の境内でアジア州から来たユダヤ人たちに対して「ヘブライ語で話し始めた。」という描写がある（使徒言行録第21章40節）。一方で、パウロはコリントの信徒への手紙のしめくくりに、アラム語の祈りの言葉「マラナ・タ（主よ、おいでください）。」を用いている。（コリントの信徒への手紙一第16章21節）